# Karabin maszynowy MG 08/15
Maschinengewehr 08/15  (MG08/15, leMG 08/15, lkm wz. 08/15) – niemiecki lekki karabin maszynowy oparty konstrukcyjnie na ciężkim karabinie maszynowym MG08. Opracowany w 1915 r. stał się podstawowym lekkim karabinem maszynowym armii niemieckiej w trakcie I wojny światowej. Używany następnie także przez inne państwa, w tym Polskę. W mniejszej liczbie wykorzystywany jeszcze przez Wehrmacht podczas II wojny światowej. Używany również w wersji lotniczego karabinu maszynowego jako LMG 08/15.

## Historia

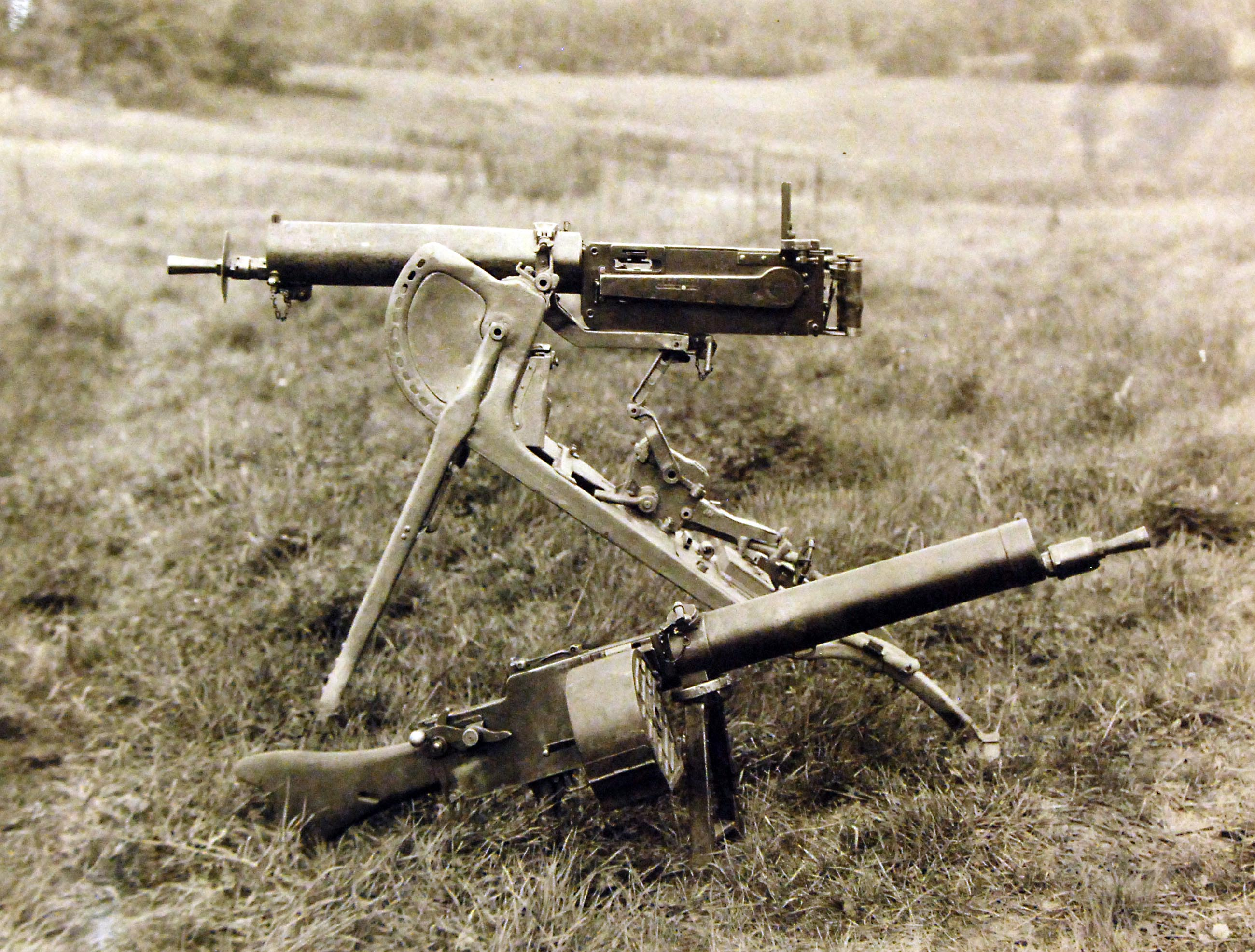
Porównanie ckm-u MG08 i jego odchudzonej wersji lkm-u MG08/15

Przed wybuchem I wojny światowej w Niemczech nie doceniano znaczenia ręcznych karabinów maszynowych. Według ówczesnej niemieckiej terminologii nie były one nawet karabinami maszynowymi (Maschinengewehr), ale Muskete. Po wybuchu wojny okazało się, że potrzebny jest karabin maszynowy lżejszy niż ciężki karabin maszynowy mogący wspierać piechotę w czasie natarcia (niemiecki ckm MG08 ważył w położeniu bojowym 55,9 kg). W odróżnieniu od innych armii, które doceniły rkm-y (francuski Chauchat, brytyjski Lewis), Niemcy postanowili opracować broń o zasilaniu taśmowym, cięższą od rkm-ów, ale o szybkostrzelności niewiele ustępującej ckm-om.
W 1915 r. rozpoczęto prace nad nową bronią którymi kierował kapitan Friedrich von Merkatz. Ponieważ ważne było jak najszybsze wprowadzenie nowej broni do uzbrojenia, postanowiono oprzeć się na konstrukcji ckm-u MG08. Zastosowano lżejszą komorę zamkową o cieńszych ściankach, mniejszej objętości i zmienionym kształcie (lepiej dostosowano jej kształt do mechanizmów broni, likwidując niepotrzebne puste przestrzenie dawnej prostopadłościennej komory zamkowej). Zachowano chłodzenie wodne, ale zmniejszono pojemność chłodnicy (2,8 zamiast 4 litrów). Broń wyposażono w chwyt pistoletowy ze spustem pod komorą zamkową, kolbę i masywny dwójnóg, umieszczony pod lufą tuż przed komorą zamkową, około środka długości broni.
Pod presją czasu broń w tej postaci skierowano do produkcji. Z perspektywy czasu należy uznać to za błąd. Plany von Merkatza szły bowiem dalej niż opracowanie lekkiej odmiany MG08. W 1916 r. opracowana była końcowa wersja jego broni: pierwszy uniwersalny karabin maszynowy Einheitsmaschinengewehr 16 (lkm MG 08/15 z zaczepami umożliwiającymi zamienne stosowanie dwójnogu lub podstawy trójnożnej). MG16 był zdecydowanie lepszy niż para MG 08 plus MG 08/15, ale w tym czasie oba te karabiny były już produkowane masowo i na wprowadzenie nowej broni nie zdecydowano się.
Lkm MG 08/15 wszedł do użytku na froncie na wiosnę 1915r. pod Verdun. Pierwsze użycie bojowe MG 08/15 błyskawicznie obnażyło wady projektowanej w pośpiechu broni. Lkm był nadal zasilany ze standardowych taśm 250 nabojowych, więc przy każdej zmianie stanowiska konieczne było rozładowanie broni. Ponieważ MG 08/15 był zasilany przy pomocy taśmy ciągłej, należało przewlec taśmę przez karabin. W pierwszych seriach lkm-u MG 08/15 do wykonania tej czynności konieczne były dwie osoby (jedna osoba przytrzymywała wyłącznik zaczepów taśmy i łapkę suwaka, a druga wyciągała taśmę). Aby uprościć tę operację MG 08/15 zaczęto wyposażać w dłuższą łapkę suwaka taśmy, dzięki czemu stało się możliwe rozładowanie broni przez jedną osobę (lewa ręka naciskała wyłącznik zaczepów taśmy i dłuższą łapkę suwaka, prawa wywlekała taśmę), ale było to połowiczne rozwiązanie problemu. Po ponownym zajęciu stanowiska należało karabin załadować. O ile w przypadku pełnej taśmy nie stanowiło to problemu, o tyle taśma częściowo wystrzelona przy ładowaniu zahaczała o wszystkie możliwe mechanizmy wewnętrzne. Problemom z ładowaniem/rozładowaniem zaradzono wprowadzając w 1916 r. Patronnentrommel 16. Była to puszka zawierająca 100 nabojową taśmę mocowana na specjalnym zaczepie z prawej strony broni.
Następne problemy pojawiły się zimą. W niskich temperaturach zaczęła zamarzać woda w chłodnicy. Aby temu zapobiec pod chłodnicą zaczęto montować blaszane pudełko, do którego wkładano rozżarzone węgle. Pudełko było wyposażone w komin biegnący wzdłuż chłodnicy. Ponieważ komin był wyposażony w ucho, możliwe było przenoszenie karabinu z takim podgrzewaczem.
Pomimo wyeliminowania niektórych problemów jedna wada pozostała: MG 08/15 był bronią bardzo niecelną. Źle dobrane miejsce zamocowania dwójnogu w połączeniu z falowaniem wody w chłodnicy powodowało, że karabin podczas strzelania chybotał się w niemożliwy do opanowania sposób. Z problemem tym radzono sobie stosując improwizowane dwójnogi w połowie długości chłodnicy.
Pomimo tych wad MG 08/15 został wyprodukowany w ilości ponad 130 tysięcy egzemplarzy, co sprawiło, że stał się najbardziej rozpowszechnionym niemieckim karabinem maszynowym. Produkowano go w 7 fabrykach, najwięcej – w Królewskiej Pruskiej Fabryce Karabinów w Spandau, stąd broń ta była potocznie określana wśród żołnierzy ententy jako „Spandau” (wraz z MG08). Poza wersją MG 08/15 produkowano także lotniczy chłodzony powietrzem karabin maszynowy LMG 08/15 (ponad 23 tysiące egzemplarzy, wykorzystywany jako zsynchronizowany karabin maszynowy) oraz chłodzony powietrzem lkm MG 08/18 (około 1000 egzemplarzy). To, że karabin ten był tak rozpowszechniony i jego długie pozostawanie na uzbrojeniu sprawiło, że zwrot Null-acht fünfzehn (08/15) stał się w języku niemieckim synonimem czegoś niezmiennego i oznaczał mniej więcej tyle, co wedle stałego/starego wzoru (co wykorzystano w tytule znanej powieści Hansa Hellmuta Kirsta).
Po zakończeniu wojny MG 08/15 pozostał na uzbrojeniu Reichswehry. W używanych egzemplarzach w następnych latach wprowadzono szereg drobnych modyfikacji. Najważniejszymi z nich było przeniesienie dwójnogu pod przednią część chłodnicy i dostosowanie go w 1936 r. do zasilania taśmą metalową Gurt 34 (wprowadzona razem z ukm-em MG 34).
W 1924 r. zmieniono nazwę tego karabinu. Do tego roku Niemcy rozróżniali Muskete (czyli ręczne karabiny maszynowe) i Maschinengewehr (czyli lekkie i ciężkie karabiny maszynowe). Nowa nomenklatura wprowadziła podział na leichtes Maschinengewehr (ręczne i lekkie karabiny maszynowe) i schweres Maschinengewehr (ciężkie karabiny maszynowe). Od tego roku MG 08/15 stał się leMG 08/15. Po wprowadzeniu do uzbrojenia MG 34 rola leMG 08/15 zaczęła spadać. W 1938 r. został wycofany z uzbrojenia piechoty. Jednak jako broń forteczna doczekał końca II wojny światowej.
W Wojsku Polskim MG 08/15 jako lkm wz. 08/15 używano od 1918 r. – część przejęto po zaborcach, a następnie dokonywano zakupów. W 1922 r. posiadano ich 3400, a maksymalnie posiadano ich 7775 w 1934. Podczas kampanii wrześniowej 1939 nie były już szeroko używane – 5700 sztuk znajdowało się głównie na uzbrojeniu artylerii, saperów i niektórych batalionów Obrony Narodowej, Korpusu Ochrony Pogranicza (80 sztuk) oraz w jednostkach pomocniczych Wojska Polskiego. Co najmniej 6 sztuk mieli obrońcy Westerplatte.

## Wersje
- MG 08/15 – lkm chłodzony wodą
- LMG 08/15 (Luft Maschinengewehr 08/15) – lotniczy karabin maszynowy chłodzony powietrzem[a]
- MG 08/18 – lkm chłodzony powietrzem.

## Opis konstrukcji
Lekki karabin maszynowy MG 08/15 był zespołową bronią samoczynną. Zasada działania oparta na krótkim odrzucie lufy. Ryglowanie układem kolankowo-dźwigniowym. Mechanizm spustowy umożliwiał tylko ogień ciągły. Zasilanie taśmowe (taśma ciągła, parciana). Przeładowanie obrotową rączką zamkową. MG 08/15 posiadał lufę niewymienną, chłodzoną wodą, zakończoną odrzutnikiem. Przyrządy celownicze składały się z muszki stałej i nastawnego celownika ramkowego. Podstawa dwunożna.